# Dave's Picks Volume 1
Dave's Picks Volume 1 je první část série koncertní alb Dave's Picks skupiny Grateful Dead. Jedná se o koncertní trojalbum, nahrané 25. května 1977 v The Mosque v Richmondu ve státě Virginie. Album vyšlo 1. února 2012.

## Seznam skladeb
| Disk 1 | Disk 1                                | Disk 1                    | Disk 1 |
| Pořadí | Název                                 | Autor                     | Délka  |
| ------ | ------------------------------------- | ------------------------- | ------ |
| 1.     | Mississippi Half-Step Uptown Toodeloo | Garcia, Hunter            | 10:42  |
| 2.     | Jack Straw                            | Weir, Hunter              | 6:17   |
| 3.     | They Love Each Other                  | Garcia, Hunter            | 7:21   |
| 4.     | Mexicali Blues                        | Weir, Barlow              | 3:39   |
| 5.     | Peggy-O                               | trad., arr. Grateful Dead | 7:44   |
| 6.     | Cassidy                               | Weir, Barlow              | 5:27   |
| 7.     | Loser                                 | Garcia, Hunter            | 8:32   |
| 8.     | Lazy Lightning                        | Weir, Barlow              | 3:14   |
| 9.     | Supplication                          | Weir, Barlow              | 5:13   |
| 10.    | Brown-Eyed Women                      | Garcia, Hunter            | 6:10   |
| 11.    | Promised Land                         | Berry                     | 4:32   |

| Disk 2 | Disk 2               | Disk 2           | Disk 2 |
| Pořadí | Název                | Autor            | Délka  |
| ------ | -------------------- | ---------------- | ------ |
| 1.     | Scarlet Begonias     | Garcia, Hunter   | 10:31  |
| 2.     | Fire on the Mountain | Hart, Hunter     | 11:52  |
| 3.     | Estimated Prophet    | Weir, Barlow     | 8:41   |
| 4.     | He's Gone            | Garcia, Hunter   | 13:52  |
| 5.     | Drums                | Hart, Kreutzmann | 5:25   |

| Disk 3         | Disk 3            | Disk 3           | Disk 3 |
| Pořadí         | Název             | Autor            | Délka  |
| -------------- | ----------------- | ---------------- | ------ |
| 1.             | The Other One     | Weir, Kreutzmann | 15:15  |
| 2.             | Wharf Rat         | Garcia, Hunter   | 11:10  |
| 3.             | The Other One     | Weir, Kreutzmann | 3:38   |
| 4.             | The Wheel         | Garcia, Hunter   | 5:24   |
| 5.             | Around and Around | Berry            | 9:10   |
| 6.             | Johnny B. Goode   | Berry            | 4:20   |
| Celková délka: | Celková délka:    | Celková délka:   | 168:19 |

## Sestava
- Jerry Garcia – sólová kytara, zpěv
- Bob Weir – rytmická kytara, zpěv
- Phil Lesh – basová kytara
- Donna Jean Godchaux – zpěv
- Keith Godchaux – klávesy
- Mickey Hart – bicí
- Bill Kreutzmann – bicí